# 村上真哉
村上 真哉（むらかみ しんや、1976年3月27日 - ）は、福島県田村郡三春町出身の元プロ野球選手（投手）。現在は北海道日本ハムファイターズベースボールアカデミーの講師として活動している。

## 来歴・人物
田村高では2年春に控え投手として県大会優勝、東北大会でも登板した。社会人野球のヨークベニマルでは公式戦で郡山市長杯で1回1/3を投げたのみ。1996年のドラフト会議にて日本ハムファイターズから6位指名を受け入団。
社会人時代も公式戦での登板は僅か。プロでは、故障のため一、二軍とも登板すること無く1998年に引退。

## 詳細情報

### 年度別投手成績
- 一軍公式戦出場なし

### 背番号
- 45 （1997年 - 1998年）